# Tử hình ở Abkhazia
Tử hình ở Abkhazia chỉ được áp dụng cho tội ác trong chiến tranh, mặc dù quốc gia này dường như đã bãi bỏ hình phạt này trên thực tế. Kể từ năm 2007, một triển hạn đối với hình phạt tử hình đã được ban hành. Trong những năm về trước, Abkhazia đã tuyên án tử hình mười người vì nhiều tội danh khác nhau, nhưng không có bản án nào trong số đó được thực hiện.